# Oorlogsmonument Tegelen

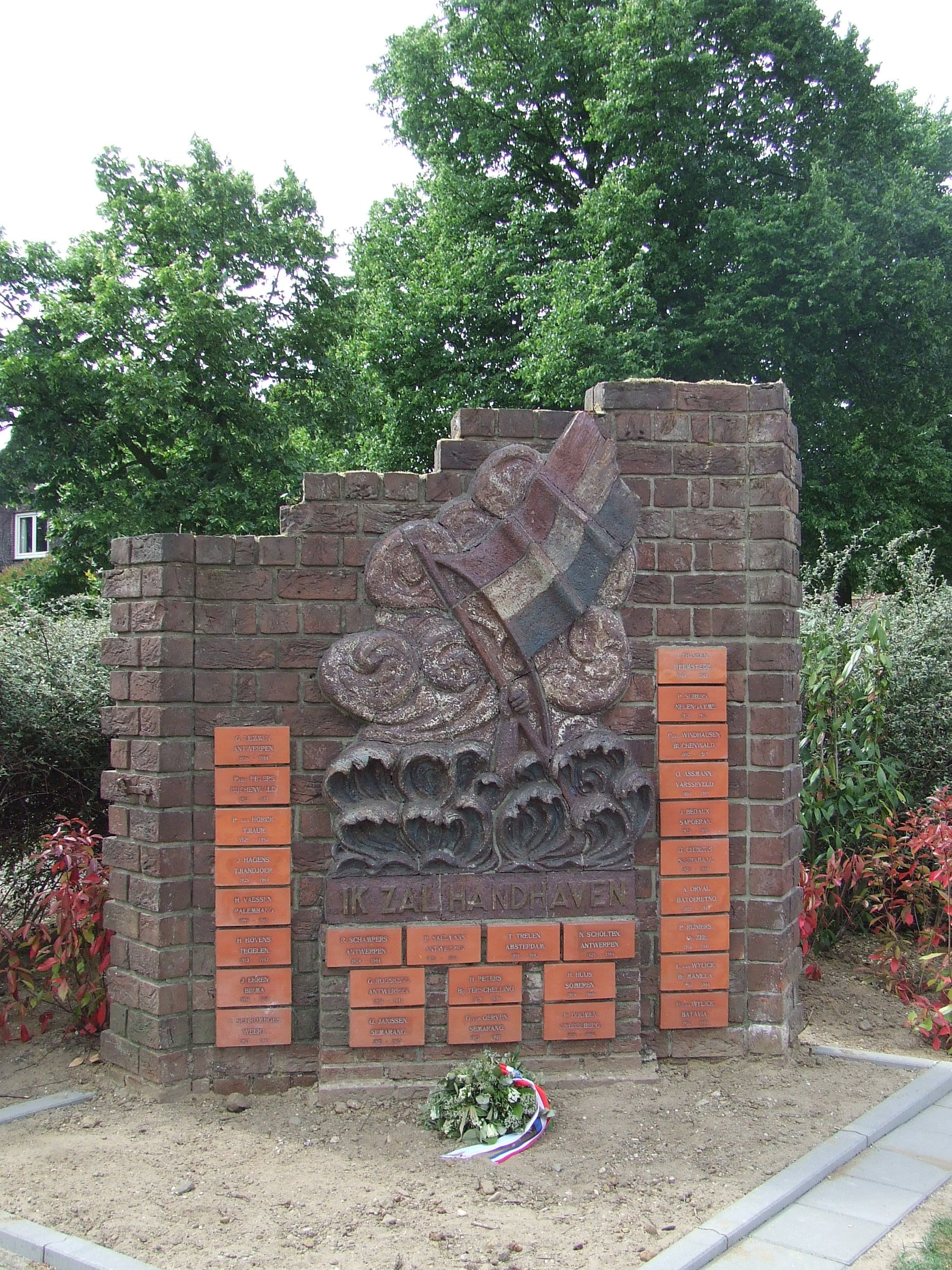

Het oorlogsmonument 'Ik Zal Handhaven'  te Tegelen is een monument ter nagedachtenis aan de omgekomen Tegelenaren tijdens de Tweede Wereldoorlog. Het is waarschijnlijk het eerste oorlogsmonument voor slachtoffers van de Tweede Wereldoorlog in Nederland.

## Geschiedenis
Op 8 september 1939 liep de Nederlandse mijnenveger Hr. Ms. Willem van Ewijck van de Koninklijke Marine tijdens het vegen van mijnen op een eigen mijn die op een verkeerde plek gelegd was en geruimd moest worden. Bij dit incident kwamen 30 bemanningsleden om het leven, waaronder de uit Tegelen afkomstige stoker 3e klas Henk Peters.
Het monument 'Ik Zal Handhaven' werd ter nagedachtenis aan deze gebeurtenis in oktober 1940 opgericht in de wijk Op de Heide aan de Trappistenweg in Tegelen. In november van datzelfde jaar werd het monument onthuld onder toeziend oog van de Duitse bezetter. Tot december 2010 stond het monument bij de ingang van Speelpark Klein Zwitserland aan de Trappistenweg. In verband met de aanleg van de A74 was het nodig dat het oorlogsmonument verplaatst werd. In opdracht van Rijkswaterstaat werd het in zijn geheel opgepakt en tijdelijk elders opgeslagen. Op 20 april 2011 werd het monument verplaatst naar de nieuwe locatie in het plantsoen aan de Raadhuislaan, vlak bij het 'monument voor de gevallenen', waar elk jaar op 4 mei de Dodenherdenking plaatsvindt.

## Ontwerp en betekenis
Het monument werd in oktober 1940 opgericht naar een ontwerp van de van oorsprong uit Tegelen afkomstige kunstenaar Piet Peters. Het bestaat uit een reliëf van weerbestendige gresklei omlijst door een gemetselde gedenkmuur die van links naar rechts getrapt oploopt. Het reliëf bevat een afbeelding van de Nederlandse vlag. Deze vlag wordt door een hand omhoog geheven, te midden van dreigende wolken en woeste golven. onder de afbeelding staat de tekst 'Ik zal handhaven', de Nederlandse vertaling van Je maintiendrai, sinds 1815 de wapenspreuk van Nederland. Op de gedenkmuur zijn naambordjes aangebracht van 28 gesneuvelde Tegelenaren.